# Knäck-kalaset och andra barnvisor
Knäck-kalaset och andra barnvisor (ibland skrivet "Knäckkalaset") är en samling barnvisor utgivna 1924 på AB Magn. Bergvalls förlag. Musiken är skriven av bröderna August och Bengt Wallerström och texterna av Ingrid Wallerström. Dessa arbetade tillsammans med bland andra Sven Jerring vid Radiotjänst för att producera barnmusikprogram och flera av sångerna framfördes i dessa.
Sångsamlingen var på sin tid väl spridd och mycket populär. 1967 ges EP-skivan Knäck-kalaset ut där Gunwer Bergkvist framför flera av sångerna tillsammans med sina döttrar Maria och Kristina. Dessa inspelningar återutges 1974 på LP-skivan Käck-kalaset och andra visor tillsammans med ytterligare några andra barnvisor.
Illustrationerna är gjorda av Maria Elmblad och noterna satta av Emil Wallerström.

## Innehåll
- Dockvisa
- En gädda for i sjön en gång
- Ett litet troll*
- Farmors kafferep*
- Gunghästlåt
- Hund och katt
- Knäck-kalaset*
- Lillen och tomten
- Mor Annas ko
- När vi skulle plocka bär*
- Pappa Tupp*
- Pelles fynd*
- Putte och flugsvampen
- Puttes äventyr
- Pålle Dumbom
- Sessan
- Skatans ring
- Tomtarnas julgröt
- Tomtens nyckel
- Tuttans ros
- Vaggvisa*
- Vingevit

* Inspelad på skiva